# Focillidia brunnior
Focillidia brunnior är en fjärilsart som beskrevs av Embrik Strand 1917. Focillidia brunnior ingår i släktet Focillidia och familjen nattflyn. Inga underarter finns listade i Catalogue of Life.